# إريك جارور
إريك كايليد كاميرون جارور (مواليد 31 مارس 2000) هو لاعب كرة قدم أمريكية محترف في مركز الظهير الدفاعي لفريق ممفيس شوبوتس التابع لدوري كرة القدم الأمريكية المتحدة (UFL). لعب أيضًا في كرة القدم الجامعية لفريق لويزيانا راجين كاجونز.

## بداياته
وُلِد جارور في 31 مارس 2000 في موبيل، ألاباما. التحق بمدرسة ماكجيل-تولين الكاثوليكية الثانوية حيث حصد جوائز في كرة القدم وكرة السلة. خلال المدرسة الثانوية، كان جزءًا من فريق AHSAA All-State وكان لاعبًا في All-Coastal Alabama. أنهى موسمه الأخير بـ 29 تدخلًا و4 اعتراضات أثناء الدفاع وأنهى أيضًا بـ 220 ياردة استقبال و2 هبوط. التزم في البداية باللعب لفريق ريتشموند سبايدرز لكنه التزم بدلاً من ذلك باللعب في لويزيانا.

## المسيرة الجامعية
لعب جارور في 13 أو 14 مباراة خلال موسمه الأول الحقيقي. وكان أيضًا أحد لاعبين اثنين فقط في الفريق اللذين حققا كيسًا واعتراضًا وتمريرة دافعوا عنها جميعًا في موسم 2018. بدأ جارور في جميع المباريات الـ 14 لموسم 2019 أثناء لعبه كظهير خلفي وعمل كمعيد أساسي للركلة. احتل المرتبة الثالثة في Sun Belt والمركز 30 في ياردات إرجاع الركلة لكل مباراة في FBS بمتوسط 6.7. تم تسميته أفضل لاعب دفاعي بعد LendingTree Bowl 2020 (يناير) حيث حقق سبعة تدخلات ونصف تدخل للخسارة. حصل جارور على تكريمات الفريق الثالث في مؤتمر All-Sun Belt في موسم 2020 بعد أن بدأ وظهر في جميع المباريات العشر إلى جانب إكمال 23 تدخلًا و3 اعتراضات و3 تفكك تمريرة. حصل جارور على لقب الفريق الثاني في مؤتمر All-Sun Belt في موسم 2021. خلال ذلك الموسم، بلغ متوسطه أقل بقليل من ستة ياردات لكل عودة ركلة. خلال موسم 2022، تم تسمية جارور لاعب الأسبوع في الفرق الخاصة لمؤتمر Sun Belt بعد مباراتهم في الأسبوع الأول ضد جنوب شرق لويزيانا حيث أعاد ركلة في الربع الثاني لمسافة 83 ياردة للهبوط والتي كانت الثانية في مسيرته.

## المسيرة المهنية

### تينيسي تيتانز
بعد عدم اختياره في مشروع اتحاد كرة القدم الأميركي لعام 2023، وقع جارور مع فريق تينيسي تيتانز كوكيل حر غير مصنف في 15 مايو 2023. تم التنازل عنه في 29 أغسطس 2023، ولكن تم إعادة توقيعه لاحقًا لفريق التدريب الخاص بهم. تمت ترقيته إلى القائمة النشطة في 28 أكتوبر 2023. بصفته مبتدئًا، ظهر في 12 مباراة وبدأ أربع مباريات. كان لديه 22 تدخلًا إجماليًا (19 منفردًا) ودافع عن تمريرتين بالإضافة إلى بعض واجبات إعادة الركل.
تم التنازل عن جارور من قبل فريق تيتانز في 27 أغسطس 2024.

### سياتل سي هوكس
في 16 أكتوبر 2024، وقع جارور مع فريق التدريب الخاص بنادي سياتل سي هوكس. وتم إطلاق سراحه في 22 أكتوبر.

### عروض ممفيس
في 31 يناير 2025، وقع جارور مع فريق ممفيس شو بوتس التابع لدوري كرة القدم المتحدة (UFL).